# Cell rate margin
CRM (de la sigla del término en inglés Cell Rate Margin), es un término en el área del análisis de redes de área local, que hace referencia a la diferencia de la capacidad real y la agregada por una celda a una velocidad predefinida.
El científico británico Christopher Poole define CRM como: «la diferencia entre la distribución efectiva del ancho de banda en las celdas y la distribución de dichas celdas, por segundo, a una velocidad soportable».
Su implementación es posible mediante al algoritmo GCAC, el cual controla, de manera eficiente, el tráfico entrante o saliente por una conexión de tipo ATM, la cual tiene por objetivo no solo el control de acceso, sino de los diferentes parámetros que permiten realizar múltiples conexiones simultáneas.

## Algoritmo GCAC

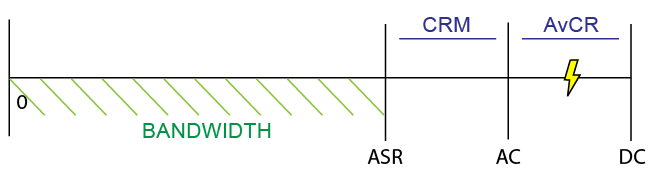
Relación entre CRM AvCR.

CRM forma parte del algoritmo GCAC ("Control de Admisión Genérico de Llamadas" por sus siglas en inglés) el cual se usa para controlar y permitir conexiones entrantes basándose en tres parámetros:
- AvCR: Velocidad promedio de acceso a la celda. que mide el ancho de banda promedio de una conexión ATM.
- CRM: la diferencia entre la capacidad existente y la agregada de una celda de velocidad fija.
- VF: factor de variación, que es la medida relativa de CRM, normalizada mediante AvCR.

CRM es el ancho de banda a reservarse, y la velocidad agregable a la celda (ASR) es la suma de las medias de las conexiones SCR y VBR. CRM puede ser considerado como un requisito de calidad de servicio, mediante su utilización como un delimitador común en la reservación de un espacio de ancho de banda.
El algoritmo puede ser simplificado a una ecuación matemática, si se toma en cuenta el mediador μ y la desviación estándar α del total de velocidad en bits {\displaystyle x\,\!} del vínculo ATM. Generalmente, el objetivo de este algoritmo es garantizar que la velocidad propuesta por x sea mayor a la capacidad interna del vínculo, definida por AvCR, y reduciendo la probabilidad del fallo de la conexión a menos del doble de mediador μ.

{\displaystyle Pr(x>=AvCR)<=2*u\,\!}

para poder garantizar lo anterior se deberá tomar en cuenta que:

{\displaystyle u+{\sqrt {(}}VF)*o<=AvCR}